# Додредноути типу «Брауншвейг»
Лінкори типу «Брауншвейг» являли собою групу з п'яти додредноутів  німецького Кайзерліхмаріне (Імперського флоту), побудованих на початку 1900-х років. Вони були першим класом лінійних кораблів, передбачених Другим військово-морським законом, великої програми розширення військово-морського флоту. Тип складався з п’яти кораблів — «Брауншвейг», «Ельзас», «Гессен», «Пройсен» і «Лотрінген».

## Конструкція
У порівннянні з попередниками - з типом «Віттельсбах» кораблі «Брауншвейг» встановив більш потужне озброєння 280 мм, не 240 мм гармати головного калібру, та 170 у порівнянні 150 мм допоміжного. Менш ніж через два роки після того, як перші кораблі цього типу надійшли на озброєння, їх зробила морально застарілими поява  британського «Дредноута».

## Служба
На початку своєї кар'єри п'ять кораблів служили в II бойовій ескадрі, флагманом якої був «Пройсен». Флот був зайнятий в основному регулярними навчаннями в мирний час і закордонними візитами. У 1912 році «Брауншвейг» був поміщений у резерв, а наступного року до нього приєднався «Ельзас».

### Перша світова війна
«Лотрінген» і «Гессен» планувалося вивести з експлуатації в 1914 році, але спалах Першої світової війни в липні завадив цьому, і вони залишилися на службі Флоту відкритого моря. Вони та «Пройсен» брали участь в операціях флоту в перші два роки війни, тоді як «Брауншвейг» і «Ельзас» були направлені на Балтику з IV бойовою ескадрою, де вони взяли участь у бою у Ризькій затоці в серпні 1915 року, де протистояли російському додредноуту «Слава». «Гессен» брав участь у Ютландській битві в травні 1916 року і на короткий час вступив у бій британськими лінійними крейсерами наприкінці битви. Усі п’ять кораблів були виведені з експлуатації, починаючи з 1916 року, після чого використовувалися для допоміжних функцій, зокрема як казарми та навчальні кораблі.

### Подальша доля
Після війни п'ять «Брауншвейгів» були серед основних кораблів, які новому Рейхсмаріне було дозволено утримувати за Версальським договором. «Лотрінген» і «Пройсен» були переобладнані в плавучі бази тральщиків, що розмінували мінні поля у Північному морі, які були встановлені під час війни, але інші три були модернізовані на початку 1920-х років і служили на флоті до 1930-х років.У 1931 році «Брауншвейг» і «Ельзас» були виключені зі складу флоту і були утилізовані разом з «Лотрінгеном» та «Пройсеном». «Гессен» залишався на службі до кінця 1934 року, коли його було знято з експлуатації та перетворено на радіокерований корабель-мішень. Цю функцію він виконував і під час Другої світової війни. Переданий як військовий трофей Радянському Союзу, корабель був введений в експлуатацію як «Цель» і використовувалася як мішень до 1960 року, коли його розібрали.